# Mistshenkoana ouveus
Mistshenkoana ouveus är en insektsart som först beskrevs av Otte, D. 1987.  Mistshenkoana ouveus ingår i släktet Mistshenkoana och familjen syrsor. Inga underarter finns listade i Catalogue of Life.